# Julius Weber (Journalist)
Julius Weber (* 1888 in Lemberg; † 1942 im Lager Brazlaw) war ein deutschsprachiger Journalist aus der Bukowina und der Gründer des Czernowitzer Morgenblattes.

## Leben
Weber wurde 1888 in eine jüdische Familie im galizischen Lemberg geboren, zog aber schon bald in die Hauptstadt der Bukowina, Czernowitz. Dort war Weber als Journalist tätig. 
Im Mai 1918, kurz vor dem Ende des Ersten Weltkriegs und dem Anschluss der Bukowina an Rumänien, gründete er gemeinsam mit Elias Eliahu Weinstein das Czernowitzer Morgenblatt, bald eine der größten deutschsprachigen Zeitungen der Bukowina. Für das „Morgenblatt“ schrieben zeitweise Alfred Margul-Sperber sowie auch Rose Ausländer und Mayer Ebner. 
Bis zur Einstellung des Blattes blieb Weber dessen Chefredakteur. In den 1920er- und 1930er-Jahren war er Mitglied zahlreicher öffentlicher Vereine in Czernowitz und war auch kommunalpolitisch tätig. Kurzzeitig stand er etwa dem „Verband der bürgerlichen Gewerbetreibenden“ vor und kandidierte bei den jüdischen Kultusratswahlen. Er engagierte sich insbesondere auch für die Rechte der jüdischen und deutschsprachigen Minderheit in Rumänien und war ein Gegner der damals betriebenen Rumänisierungspolitik.
1941 wurde Weber, wie ein Großteil der Juden der Bukowina, in das rumänische Besatzungsgebiet Transnistrien deportiert. Dort kam er Anfang 1942 in Brazlaw ums Leben.

## Schriften
- Julius Weber, Die Russentage in Czernowitz. Ereignisse der ersten und zweiten russischen Invasion, E. Kanarski, Czernowitz, 1915.[4]